# 13723 Kolokolova
13723 Kolokolova eller 1998 QY54 är en asteroid i huvudbältet som upptäcktes den 27 augusti 1998 av LONEOS vid Anderson Mesa Station. Den är uppkallad efter Ludmilla Kolokolova.
Asteroiden har en diameter på ungefär 4 kilometer och den tillhör asteroidgruppen Merxia.